# Бабашлар
Бабашлар (азерб. Babaşlar) — село в Текегайском сельском административно-территориальном округе Кельбаджарского района Азербайджана. Село Бабашлар расположено в предгорной территории.

## Топоним
Предполагается, что настоящее название — Бабакишиляр. Бабашлар — это этнотопоним.
В 1917 году в Лерикском районе Ленкоранского уезда (упразднено в 1921 году), а в 1933 году в Ахмедобинском административно-территориальной единице Хачмазского района было село Бабашлы.

## История
Решением Верховного Совета Азербайджанской Республики от 25 мая 1991 года № 123-XII село Бабашлар из Левского сельсовета Кяльбаджарского района было передано в состав Текагайского сельсовета.
В ходе Карабахской войны село перешло под контроль непризнанной НКР, под контролем которой село находилось до ноября 2020 года.
25 ноября 2020 года на основании трёхстороннего соглашения между Азербайджаном, Арменией и Россией от 10 ноября 2020 года Кельбаджарский район возвращён под контроль Азербайджана.

## Население
Село Бабашлар было населено субэтнической группой азербайджанцев — айрумами.
В ходе армяно-азербайджанского конфликта, население села вынуждено было переселиться в разные районы Азербайджана.